# Italie aux Jeux olympiques d'été de 2004
L'Italie a participé aux Jeux de 2004 à Athènes en Grèce. 
Pour leur vingt-quatrième participation, les athlètes italiens se sont classés au huitième rang du classement des nations avec trente-deux médailles (dix d'or, onze d'argent et onze de bronze).

## Liste des médaillés italiens

### Médailles d'or
| Sport                  | Discipline              | Sportifs | Performance     |
| Médailles d'or : 10    |                         | |                 |
| Athlétisme             | Marathon (H)            | Stefano Baldini | 2 h 10 min 55 s |
| Athlétisme             | 20 km marche (H)        | Ivano Brugnetti | 1 h 19 min 40 s |
| Cyclisme sur route     | Course en ligne (H)     | Paolo Bettini | 5 h 41 min 44 s |
| Escrime                | Fleuret individuel (F)  | Valentina Vezzali |                 |
| Escrime                | Fleuret par équipes (H) | Salvatore Sanzo Simone Vanni Andrea Cassarà |                 |
| Escrime                | Sabre indiduel (H)      | Aldo Montano |                 |
| Gymnastique artistique | Barre fixe (H)          | Igor Cassina | 9,812 pts       |
| Tir                    | Skeet (H)               | Andrea Benelli | 149 pts         |
| Tir à l'arc            | Tournoi olympique (H)   | Marco Galiazzo |                 |
| Water polo             | Tournoi (F)             | Italie Francesca Conti Martina Miceli Carmela Allucci Silvia Bosurgi Elena Gigli Manuela Zanchi Tania Di Mario Cinzia Ragusa Giusi Malato Alexandra Araujo Maddalena Musumeci Melania Grego Noemi Toth |                 |

### Médailles d'argent
| Sport                             | Discipline                        | Sportifs | Performance    |
| Médailles d'argent : 11           |                                   | |                |
| Basket-ball                       | Tournoi (H)                       | Italie Luca Garri Roberto Chiacig Michele Mian Massimo Bulleri Rodolfo Rombaldoni Alex Righetti Denis Marconato Matteo Soragna Giacomo Galanda Gianluca Basile Nikola Radulović Gianmarco Pozzecco |                |
| Canoë-Kayak                       | K2 1 000 m (H)                    | Beniamino Bonomi Antonio Rossi | 3 min 19 s 484 |
| Canoë-Kayak                       | K1 1 500 m (F)                    | Josefa Idem Guerrini | 1 min 49 s 72  |
| Escrime                           | Fleuret individuel (F)            | Giovanna Trillini |                |
| Escrime                           | Fleuret individuel (H)            | Salvatore Sanzo |                |
| Escrime                           | Sabre par équipes (H)             | Aldo Montano Giampiero Pastore Luigi Tarantino |                |
| Gymnastique rythmique et sportive | Épreuve par équipe (F)            | Elisa Blanchi Fabrizia d'Ottavio Marinella Falca Daniela Masseroni Elisa Santoni | 49,450 pts     |
| Natation                          | 200 m nage libgre (F)             | Federica Pellegrini | 1 min 58 s 22  |
| Tir                               | Carabine trois positions 50 m (F) | Valentina Turisini | 685,9 pts      |
| Tir                               | Trap (H)                          | Giovanni Pellielo | 146 pts        |
| Volley-ball                       | Tournoi (H)                       | Italie Matej Cernic Alberto Cisolla Paolo Cozzi Alessandro Fei Andrea Giani Luigi Mastrangelo Samuele Papi Damiano Pippi Andrea Sartoretti Paolo Tofoli Valerio Vermiglio                          |                |

### Médailles de bronze
| Sport                    | Discipline                          | Sportifs | Performance   |
| Médailles de bronze : 11 |                                     | |               |
| Athlétisme               | Saut à la perche (H)                | Giuseppe Gibilisco | 5,85 m        |
| Aviron                   | Deux de couple (H)                  | Rossano Galtarossa Alessio Sartori | 6 min 32 s 97 |
| Aviron                   | Quatre sans barreur (H)             | Lorenzo Porzio Dario Dentale Luca Agamennoni Raffaello Leonardo | 6 min 10 s 41 |
| Aviron                   | Quatre sans barreur poids léger (H) | Lorenzo Bertini Catello Amarante Salvatore Amitrano Bruno Mascarenhas | 6 min 03 s 74 |
| Boxe                     | Super-Lourds +91 kg                 | Roberto Cammarelle |               |
| Escrime                  | Fleuret individuel (H)              | Andrea Cassarà |               |
| Football                 | Tournoi (H)                         | Italie Marco Amelia Andrea Barzagli Daniele Bonera Cesare Bovo Giorgio Chiellini Simone Del Nero Daniele De Rossi Marco Donadel Matteo Ferrari Andrea Gasbarroni Alberto Gilardino Giandomenico Mesto Emiliano Moretti Angelo Palombo Ivan Pelizzoli Giampiero Pinzi Andrea Pirlo Giuseppe Sculli Entraîneur : Claudio Gentile |               |
| Gymnastique artistique   | Anneaux (H)                         | Jury Chechi | 9,862 pts     |
| Judo                     | Poids mi-lourd -78 kg               | Lucia Morico |               |
| Natation                 | 4 x 200 m nage libre (H)            | Emiliano Brembilla Massimiliano Rosolino Simone Cercato Filippo Magnini | 7 min 11 s 83 |
| Voile                    | Planche à voile Mistral (F)         | Alessandra Sensini | 34 pts        |

## Sources
- (en) Cet article est partiellement ou en totalité issu de l’article de Wikipédia en anglais intitulé « Italy at the 2004 Summer Olympics » (voir la liste des auteurs).